# Blaxhall
Blaxhall är en by och en civil parish i distriktet East Suffolk i Suffolk i England. Orten har 233 invånare (2001).